# Joseph Lanner
Joseph Lanner [ˌʝoˑzɛf ˈlanɐ] (Viena, Imperi Austrohongarès, 12 d'abril de 1801 - 14 d'abril de 1843) fou un compositor de música de ball austríac. Aprengué per si mateix el violí i organitzà un quartet d'aficionats (entre ells en Johann Strauss), que de mica en mica anà creixent fins a arribar a formar una orquestra, per a la qual componia els balls i els poutpurris, i que aconseguí gran popularitat. Lanner i Strauss són els creadors del vals vienès, de fama universal. Kremser edità una col·lecció dels seus Valsos per a piano (Leipzig, 1889). Al parc de la casa consistorial de Viena s'aixecà una estàtua, deguda a Leifert. Les seves composicions impreses assoleixen la xifra de 200.